# Altsasu
Altsasu (hiszp. Alsasua) – gmina w Hiszpanii, w Nawarze, o powierzchni 26,72 km². W 2011 roku gmina liczyła 7691 mieszkańców.
W miejscowości jest stacja kolejowa Altsasu.